# Gustavo Wilches
Gustavo Wilches (Facatativa, 23 augustus 1962) was een Colombiaanse wielrenner. Zijn broers Pablo, Jose en Marcos waren ook wielrenners.

## Overwinningen
1990
- Eindklassement Ronde van Colombia
- Eindklassement Vuelta a Antioquia
- Eindklassement Clasico RCN

1993
- Eindklassement Vuelta a Chiriqui

## Resultaten in voornaamste wedstrijden
| Jaar | Ronde van Italië | Ronde van Frankrijk | Ronde van Spanje |
| ---- | ---------------- | ------------------- | ---------------- |
| 1988 |                  |                     | opgave           |
| 1990 |                  |                     | opgave           |